# Writing with Fire
Pour plus de détails, voir Fiche technique et Distribution.
Writing with Fire est un film documentaire indien réalisé en 2021 par Sushmit Ghosh (en) et Rintu Thomas (en) au sujet des directrices du Khabar Lahariya (en), un journal dirigé par des femmes dalits. Le film donne à voir leur transition vers le journalisme numérique après 14 ans d'édition imprimée. Il s'agit du premier long métrage documentaire indien à recevoir une nomination pour l'Oscar du meilleur film documentaire.
Produit par Black Ticket Films, le film a été présenté en première mondiale au Festival du film de Sundance en 2021, au cours duquel il a remporté deux prix : le prix du public et un prix spécial du jury dans la catégorie Documentaire du monde. Il a également été nommé "choix des critiques" par le New York Times.

## Intrigue
Writing with Fire raconte l'histoire de Khabar Lahariya, la seule agence de presse en Inde dirigée par des femmes dalits (appartenant à la caste opprimée des Intouchables). Armées de smartphones, ces femmes journalistes font des reportages dans certaines des régions les plus dangereuses du pays, risquant tout pour dire la vérité face au pouvoir en place. Dominé par la journaliste en chef Meera et son binôme fougueux, la journaliste policière Suneeta, le film témoigne de l'esprit, de l'intelligence et de la compassion dont font preuve ces journalistes face aux problématiques les plus graves de notre temps.
Avec pour arrière-plan un monde de plus en plus polarisé, Writing with Fire accompagne Meera et ses acolytes pendant cinq ans : cinq années au cours desquelles elles rompent avec la tradition, en première ligne face aux plus graves problèmes de l'Inde mais aussi au sein de leurs foyers, et redéfinissent ce que signifie vraiment avoir la puissance d'agir.

## Fiche technique
- Titre : Writing with Fire
- Réalisation : Rintu Thomas et Sushmit Ghosh
- Scénario : Rintu Thomas et Sushmit Ghosh
- Musique : Ishaan Chhabra et Tadjar Junaid (compositeurs)
- Son : Susmit 'Bob' Nath
- Montage : Rintu Thomas et Sushmit Ghosh
- Production : Rintu Thomas et Sushmit Ghosh
- Société(s) de production : Black Ticket Films
- Pays de production :  Inde
- Durée : 92 minutes

## Accueil et distinctions
Writing with Fire a reçu des félicitations unanimes lors des festivals de cinéma et sous la plume des critiques, remportant plusieurs prix internationaux et suscitant l'enthousiasme de la presse. Le film est récompensé par 31 victoires et 20 nominations au total, dont une nomination pour l'Oscar du meilleur film documentaire en 2022,. Il a également a remporté le prix du public et un prix spécial du jury dans la catégorie Documentaire du monde au cours du Festival du film de Sundance en 2021.
Le film a été nommé "choix des critiques" par le New York Times, et Jason Rezaian du Washington Post l'a qualifié de « film de journalisme le plus stimulant, peut-être de tous les temps ».